# 68 Geminorum
68 Geminorum è una stella bianca nella sequenza principale di magnitudine 5,27 situata nella costellazione dei Gemelli.
È la componente principale di un Sistema stellare multiplo, e dista 423 anni luce dal sistema solare.

## Orbita galattica
Essa si muove nella nostra Galassia ad una velocità di 19,9 km/s rispetto al Sole, e la sua velocità radiale positiva indica che essa si sta allontanando dal nostro Sistema solare. 
Le previsioni basate sulla porzione della sua orbita galattica conosciuta fa sì che la distanza fra essa e il Centro galattico sia compresa fra 24500 e 29300 anni luce. 
La minima distanza con il nostro Sistema fu raggiunta all'incirca 3,8 milioni di anni fa, quando brillava di magnitudine apparente 4,78 e raggiunse una distanza di circa 337 anni luce da noi.

## Osservazione
La sua magnitudine pari a 5,27 la rende a malapena visibile ad occhio nudo, solo sotto cieli particolarmente limpidi, pertanto può essere osservata con l'ausilio di strumenti mediamente potenti, in quanto deve essere anche risolta, essendo una binaria spettroscopica difficilmente risolvibile.
Il periodo migliore per la sua osservazione nel cielo serale ricade nei mesi autunnali ed invernali.

## Occultazioni
Per la sua posizione prossima all'eclittica è talvolta soggetta ad occultazioni da parte della Luna e, più raramente, dei pianeti, generalmente quelli interni.
L'ultima occultazione lunare avvenne il 7 aprile 2014..